# Matejevac
(Železnička Stanica) Matejevac ist eine Ortslage des Dorfes Donji Matejevac, Serbien. Die Eisenbahnersiedlung verfügt über einen Bahnhof an der Bahnstrecke Crveni Krst–Prahovo Pristanište, an dem je zwei Mal täglich Regionalzüge nach Niš und Zaječar halten.

## Belege
1. ↑  Srbija Voz: 75 Niš-Zaječar-Parhovo Pristanište-Zaječar-Niš. Srbija Voz, 2022, abgerufen am 17. Dezember 2022 (serbokroatisch).

Koordinaten: 43° 21′ N, 21° 57′ O